# Danh từ không đếm được
Trong ngôn ngữ học, một danh từ không đếm được (tiếng Anh: mass noun, uncountable noun, non-count noun) hay danh từ khối là một danh từ chung (tiếng Anh: common noun) biểu diễn các thực thể như một khối vô hạn. Vì các ngôn ngữ khác nhau có các tài nguyên ngữ pháp khác nhau, nên kết quả kiểm tra một danh từ là đếm được hay không đếm được giữa các ngôn ngữ có nhiều khác biệt. Trong tiếng Anh, các danh từ không đếm được đặc trưng bởi việc chúng không thể bị biến đổi trực tiếp bởi một số từ không xác định chính xác đơn vị đo lường, và việc chúng không thể kết hợp với một mạo từ bất định (a (một) hoặc an (một)). Do đó, danh từ không đếm được "water" (nước) được định lượng thành "20 liters of water" (20 lít nước) trong khi đó danh từ đếm được "chair" (cái ghế) được định lượng thành "20 chairs" (20 cái ghế). Tuy nhiên, danh từ không đếm được (cũng như danh từ đếm được) có thể được định lượng bằng các thuật ngữ quan hệ không xác định rõ đơn vị (ví dụ: "much water" (nhiều nước), "many chairs" (nhiều ghế)).
Một vài danh từ không đếm được được sử dụng trong tiếng Anh ở dạng số nhiều với nghĩa "thực thể ấy có nhiều hơn một loại "; ví dụ: "Many cleaning agents today are technically not soaps, but detergents." (dịch nghĩa: Hiện nay nhiều phương tiện làm sạch kĩ thuật không phải là xà phòng mà là chất tẩy rửa.)
Đôi khi một danh từ vừa có nghĩa không đếm được vừa có nghĩa đếm được (ví dụ: paper (giấy/tờ giấy)).